# Roger Nober
Roger Paul Nober (geboren 19. September 1964 in Syracuse (New York)) ist ein amerikanischer Manager im Eisenbahnbereich. Er war von 2002 bis 2006 Leiter der Regulierungsbehörde Surface Transportation Board.

## Leben
Von 1979 bis 1982 besuchte Roger Nober die Amherst Regional High School in Amherst (Massachusetts). Danach besuchte er das Haverford College und erhielt 1986 den Abschluss Bachelor of Arts in Wirtschaft. Anschließend studierte er an der Harvard Law School und beendete diese 1989 mit dem Abschluss als Juris Doctor.
Nach dem Studium arbeitete er im Büro des Bundesrichters David Norton Edelstein. Von 1991 bis 1993 war in der New Yorker Anwaltskanzlei Skadden, Arps, Slate, Meagher & Flom beschäftigt.
Ab Juli 1993 arbeitete er auf verschiedenen Positionen für das Komitee des US-Repräsentantenhauses für Transport und Infrastruktur. Im Januar 2001 wurde er dessen Chefberater. Danach war er ab Mai 2001 Berater des stellvertretenden Verkehrsministers. Präsident George W. Bush berief das Mitglied der Republikanischen Partei am 26. November 2002 zum Chairman des Surface Transportation Boards. Er war Nachfolger von William Clyburn Jr. In dieser Position war er bestimmungsgemäß bis zum 31. Dezember 2005. Vom 15. Mai 2003 bis zum 28. Mai 2004 war er sogar das alleinige Mitglied des Surface Transportation Boards. Am 4. Januar 2006 schied er aus dem Board aus. Sein Nachfolger wurde Charles D. Nottingham.
Danach arbeitete er als Partner der Anwaltskanzlei Steptoe & Johnson LLP.  Vom 1. Januar 2007 bis zum 1. Januar 2023 war er Executive Vice President für Law and Corporate Affairs im Vorstand der BNSF LLC.
Er ist seit 1991 verheiratet und hat drei Kinder.